# Pat Roach
Pour les articles homonymes, voir Roach.
Pat Roach est un acteur et catcheur britannique né le 19 mai 1937 à Birmingham (Royaume-Uni) et décédé le 17 juillet 2004 dans le même lieu.

## Biographie
Il est surtout connu pour ses combats contre Harrison Ford dans la saga Indiana Jones : dans Les Aventuriers de l'arche perdue, il joue le sherpa colossal dans la taverne de Marion au Népal, puis l'énorme mécanicien allemand chauve et moustachu devant l'avion. Dans Indiana Jones et le Temple maudit, il joue le chef des gardes qui affronte Indy sur le tapis roulant du broyeur. Dans Indiana Jones et la Dernière Croisade, il a un tout petit rôle d'officier de la Gestapo ce qui en fait le seul acteur avec Harrison Ford à apparaître dans les trois premiers films de la saga. Outre la saga Indiana Jones, Roach est aussi connu pour son rôle de Général Kael dans le célèbre film d'Heroic Fantasy Willow en 1987, pour avoir incarné Thot-Amon dans Conan le destructeur ou avoir affronté James Bond dans Jamais plus Jamais, avec Sean Connery.
Pat Roach décède d'un cancer de l'œsophage en juillet 2004.

## Filmographie
- 1971 : Orange mécanique (A Clockwork Orange) : le videur du Milkbar
- 1974 : On l'appelait Milady (The Four Musketeers) : le bourreau de Béthune
- 1975 : Barry Lyndon : Toole, le soldat qui se bat au poing
- 1979 : The Spaceman and King Arthur : Oaf
- 1980 : Rising Damp : joueur de rugby
- 1981 : Le Choc des Titans (Clash of the Titans) : Héphaïstos
- 1981 : Les Aventuriers de l'arche perdue (Raiders of the Lost Ark) : Sherpa géant/Chef mécano
- 1983 : Superman 3
- 1983 : Jamais plus jamais (Never Say Never Again) : Lippe
- 1984 : Indiana Jones et le Temple maudit (Indiana Jones and the Temple of Doom) : Chef des gardes
- 1984 : Conan le destructeur (Conan the Destroyer) :  L'homme-singe, monstre du miroir / Toth-Amon
- 1985 : The Last Place on Earth (feuilleton TV) : P.O. Edgar 'Taff' Evans
- 1985 : Kalidor (Red Sonja) : Brytag
- 1987 : Harry's Kingdom (TV) : Joe Robinson
- 1988 : Willow : le général Kael
- 1989 : Indiana Jones et la Dernière Croisade (Indiana Jones and the Last Crusade) : Gestapo
- 1989 : Le Retour des mousquetaires (The Return of the Musketeers) : le bourreau de Béthune
- 1990 : Sea Dragon (TV) : Aslak
- 1990 : Les Légendes grecques ("The Storyteller: Greek Myths") (feuilleton TV) : Atlas
- 1990 : Wings of Fame
- 1990 : The Big Man : Billy
- 1991 : Robin des Bois, prince des voleurs (Robin Hood: Prince of Thieves) : Celtic Chieftain
- 1994 : Life with Billy (TV) : Reporter #1
- 1995 : Jack and Jeremy's Police 4 (TV) : Various
- 1996 : Portrait de femme (The Portrait of a Lady) : L'homme fort
- 1997 : Kull le conquérant (Kull the Conqueror) : Zulcki
- 2001 : Crust : The Bull